# 44-та паралель південної широти
44-та паралель південної широти — лінія широти, що лежить на 44 градуси південніше земної екваторіальної площини. Вона проходить через Атлантичний океан, Індійський океан, Австралазію, Тихий океан та Південну Америку.
На цій широті під час літнього сонцестояння сонце видно 15 годин 29 хвилин, а під час зимового сонцестояння — 8 годин 53 хвилини.

## Список географічних об'єктів, що перетинає 44° пд. ш.
Починаючи з Гринвіцького меридіану та рухаючись на схід, 44-та паралель південної широти проходить через:
| Координати                                                   | Країна, територія або море | Примітки                                                                                                   |
| ------------------------------------------------------------ | -------------------------- | --- |
| 44°0′ пд. ш. 0°0′ сх. д. / 44.000° пд. ш. 0.000° сх. д.      | Атлантичний океан          | |
| 44°0′ пд. ш. 20°0′ сх. д. / 44.000° пд. ш. 20.000° сх. д.    | Індійський океан           | |
| 44°0′ пд. ш. 147°0′ сх. д. / 44.000° пд. ш. 147.000° сх. д.  | Тихий океан                | Тасманове море                                                                                             |
| 44°0′ пд. ш. 168°30′ сх. д. / 44.000° пд. ш. 168.500° сх. д. | Нова Зеландія              | Проходить через Південний острів Вест-Кост Отаго Кентербері — проходить через Лейк-Текапо[en] та Гіндс[en] |
| 44°0′ пд. ш. 171°56′ сх. д. / 44.000° пд. ш. 171.933° сх. д. | Тихий океан                | |
| 44°0′ пд. ш. 176°39′ зх. д. / 44.000° пд. ш. 176.650° зх. д. | Нова Зеландія              | Проходить через острів Чатем                                                                               |
| 44°0′ пд. ш. 176°24′ зх. д. / 44.000° пд. ш. 176.400° зх. д. | Тихий океан                | |
| 44°0′ пд. ш. 74°15′ зх. д. / 44.000° пд. ш. 74.250° зх. д.   | Чилі                       | Проходить через острів Лейкаєк в архіпелазі Гуайтекас.                                                     |
| 44°0′ пд. ш. 73°36′ зх. д. / 44.000° пд. ш. 73.600° зх. д.   | Затока Корковадо           | |
| 44°0′ пд. ш. 73°16′ зх. д. / 44.000° пд. ш. 73.267° зх. д.   | Чилі                       | Айсен — проходить північніше вулкана Мелімою[en]                                                           |
| 44°0′ пд. ш. 71°44′ зх. д. / 44.000° пд. ш. 71.733° зх. д.   | Аргентина                  | Чубут |
| 44°0′ пд. ш. 65°15′ зх. д. / 44.000° пд. ш. 65.250° зх. д.   | Атлантичний океан          | |